# Cerceis bicarinata
Cerceis bicarinata is een pissebed uit de familie Sphaeromatidae. De wetenschappelijke naam van de soort is voor het eerst geldig gepubliceerd in 1936 door Barnard.